# Zorzines hainanensis
Zorzines hainanensis là một loài bướm đêm trong họ Noctuidae.